# Balúčové
Balúčové (balúčsky بلوچ) jsou národ, který žije hlavně v oblasti Balúčistán, ležící na nejjižnějším okraji íránské vysočiny v Pákistánu, Íránu a Afghánistánu. Dále žijí na Arabském poloostrově.
Mluví hlavně balúčštinou, která patří mezi severozápadní íránské jazyky. Náleží k íránským národům. Přibližně 50 % z celkového počtu Balúčů žije v provincii Balúčistán na západě Pákistánu, 40 % žije v Sindhu a významné množství i v Paňdžábu v Pákistánu. Tvoří asi 3,6 % pákistánské populace, okolo 2 % íránské (1,5 milionu) a zhruba 2 % afghánské populace.
Spolu s Paštuny obývají pouště a horské regiony a praktikují islám, převážně sunnitský. Ke komunikaci s ostatními etnickými skupinami v regionu jako Paštunové a Sindhové používají urdštinu, která je taková lingua franca.